# Dan Niculescu (1929)
Daniel Niculescu, detto Dan (Bucarest, 22 ottobre 1929 – 1999), è stato un cestista rumeno.
Era il marito di Viorica Antonescu.

## Carriera
Con la Romania ha disputato le Olimpiadi del 1952, segnando 7 punti in 2 partite, e due edizioni dei Campionati europei (1953, 1955).